# Hobe Sound
Hobe Sound – jednostka osadnicza w Stanach Zjednoczonych, w stanie Floryda, w hrabstwie Martin.